# Лунка (Черновицкая область)
Лу́нка (укр. Лунка) — село в Герцаевской городской общине Черновицкого района Черновицкой области Украины.

## История
В июле 1995 года Кабинет министров Украины утвердил решение о приватизации находившегося здесь совхоза.
Население по переписи 2001 года составляло 588 человек.
До 2020 года входило в Герцаевский район